# لاینس

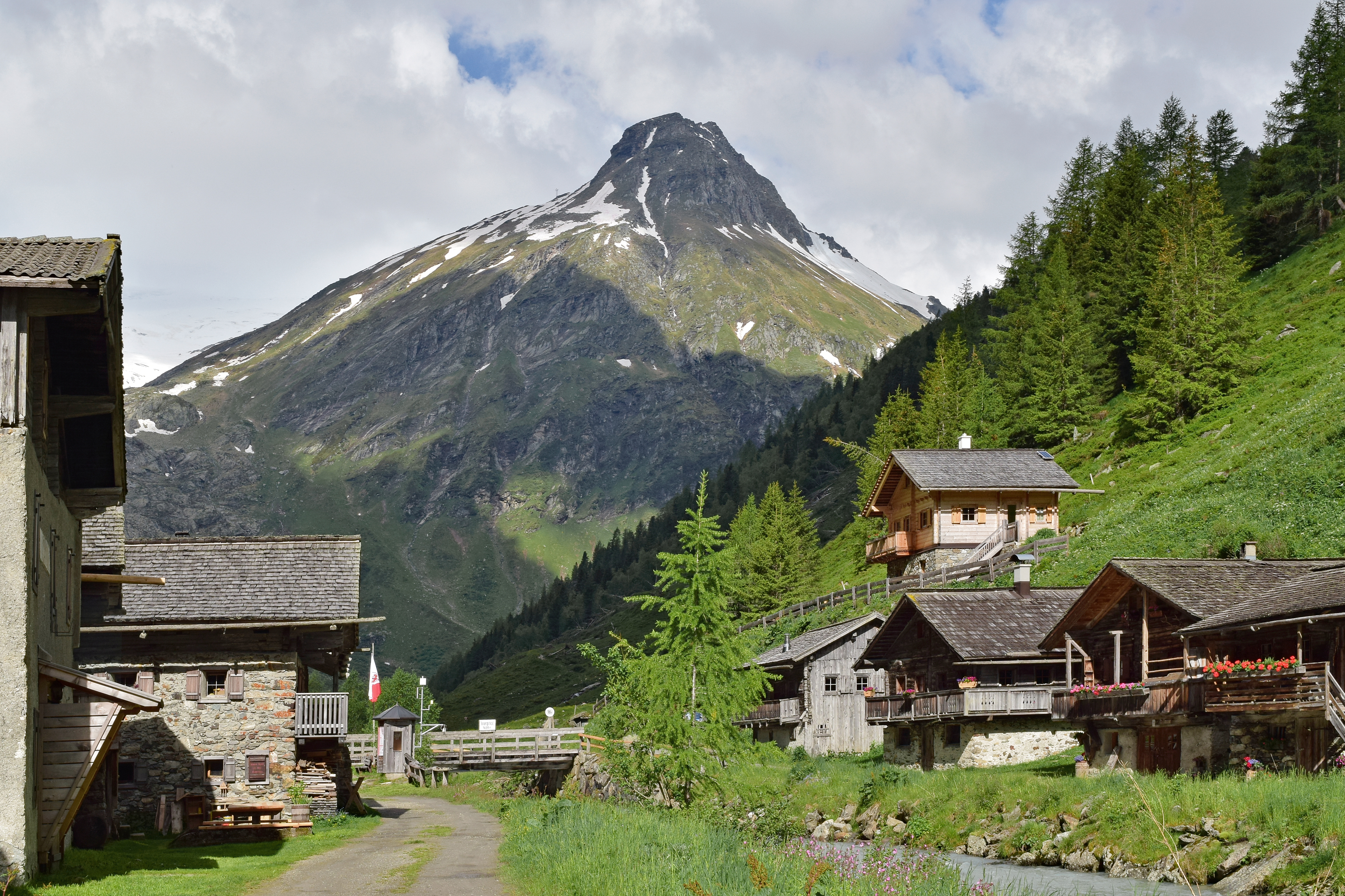
منطقه ای در اتریش

لاینس (به آلمانی: Lienz District) یک ناحیه در اتریش است که در ایالت تیرول واقع شده‌است. لاینس ۴۹٬۵۶۸ نفر جمعیت دارد.